# Demelza Wall
Demelza Wall (12 novembre 1997) è una canoista australiana, specializzata nello slalom.

## Palmarès
- Campionati mondiali juniores di canoa slalom

Foz D Iguaca 2015: bronzo nel C1 a squadre.
- Campionati mondiali U23 di canoa slalom

Cracovia 2019: bronzo nel C1 a squadre.
- Campionati oceaniani di canoa slalom

Auckland 2020: bronzo nel C1.